# Henry More

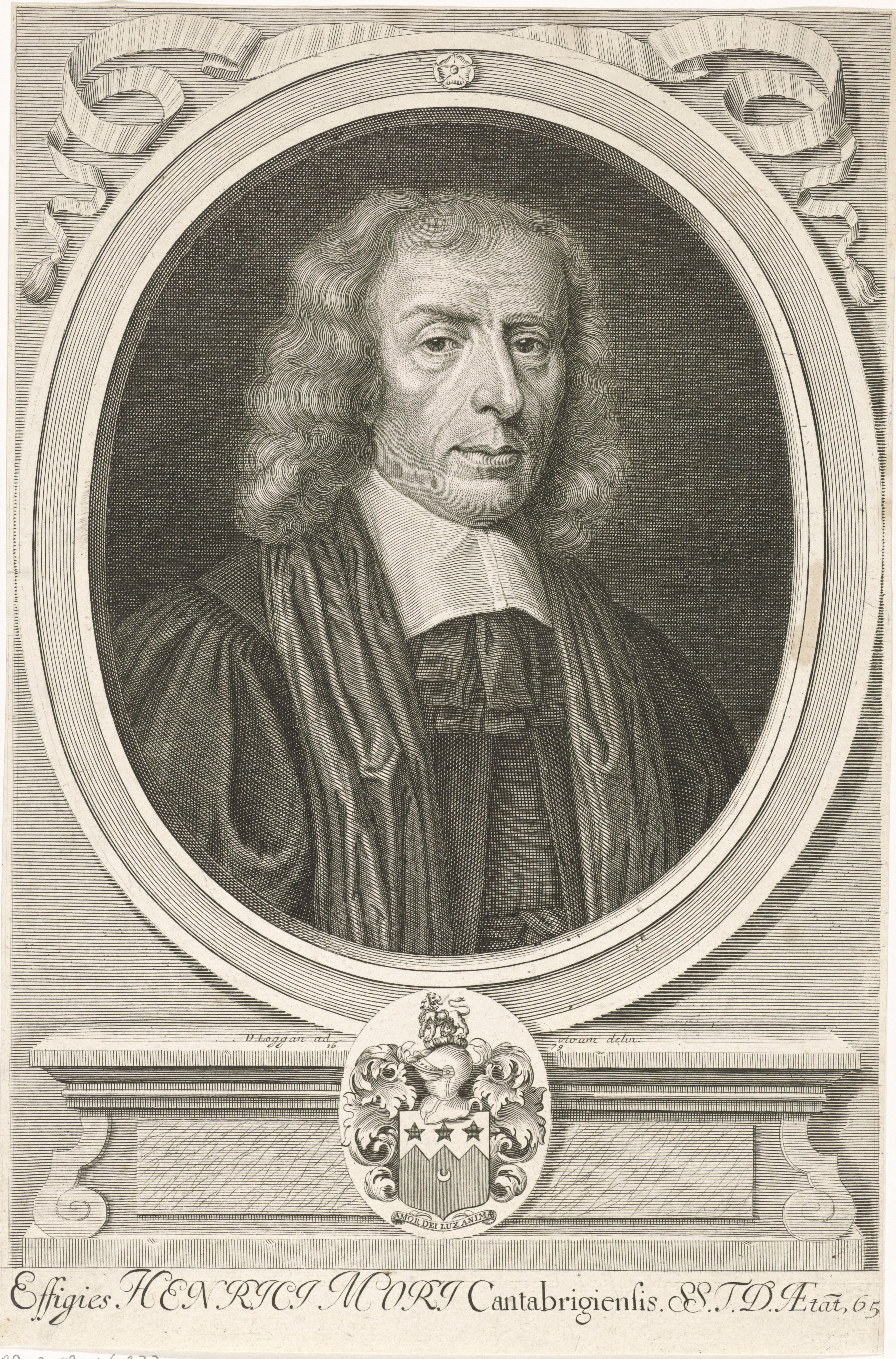
Henry More

Henry More (latinisiert Henricus Morus; * 12. Oktober 1614 in  Grantham, Lincolnshire; † 1. September 1687 in Cambridge) war ein englischer Philosoph und Dichter. Er war Fellow am angesehenen Christ’s College der Universität Cambridge und gehörte zur Gruppe der Cambridger Platoniker („Cambridger Schule“).

## Leben
Henry More wurde im Oktober 1614 geboren. Er war das jüngste der zahlreichen Kinder von Alexander More, eines einflussreichen, begüterten Bürgers von Grantham, der dort mehrmals zum Bürgermeister gewählt wurde. Nach dem Besuch der Grammar School in Grantham erhielt Henry eine dreijährige Ausbildung am Eton College. In Eton geriet er in Konflikt mit dem calvinistischen Glauben seiner Eltern. Nicht akzeptabel fand er insbesondere die Lehre von der „doppelten Prädestination“ (Vorherbestimmung der nicht Auserwählten zur Hölle schon vor ihrer Geburt). Im Anschluss an die Ausbildung in Eton begann er sein Hochschulstudium in Cambridge; am 31. Dezember 1631 wurde er dort in das Christ’s College aufgenommen, eines der angesehensten Colleges der Universität. Dieses College blieb von da an bis zu seinem Tod die Stätte seines Wirkens. Er verbrachte dort als Student und anschließend als Fellow insgesamt 56 Jahre. In seinem Studium spielte, wie damals noch üblich, der im Spätmittelalter ausgebildete scholastische Aristotelismus eine zentrale Rolle, und er erlernte die damit verbundene Disputierkunst. Neben den Werken des Aristoteles studierte er die Lehren der Humanisten Girolamo Cardano und Julius Caesar Scaliger, die ihn jedoch enttäuschten; er fand sie teils unzutreffend oder zweifelhaft, teils trivial.
1635 wurde er Bachelor of Arts. In den folgenden Jahren wandte er sich dem Platonismus, insbesondere dem Neuplatonismus zu; er las die Enneaden des antiken Neuplatonikers Plotin und die Theologia Platonica des Humanisten Marsilio Ficino, des berühmtesten Neuplatonikers der Renaissance. 1639 erlangte er den Grad eines Master of Arts. 1641 wurde er in Christ’s College zum Fellow (Mitglied des Lehrkörpers) gewählt. In diesem College wurde nur Philosophie (auch Naturphilosophie, was Naturwissenschaft einschloss) und Theologie unterrichtet, und die Fellows waren zur Ehelosigkeit verpflichtet. More konnte sich dort hauptsächlich seiner schriftstellerischen Tätigkeit widmen. Ein enges freundschaftliches Verhältnis hatte er zu Lady Anne Conway, die seine begeisterte Schülerin war. Er besuchte sie oft in Ragley Hall (Warwickshire).
Um die Mitte des 17. Jahrhunderts war More der prominenteste Platoniker Englands. Verstärkung erhielt der Platonismus in Christ’s College durch Ralph Cudworth, der dort 1654 die Funktion des Masters (Oberhauptes) übernahm, und durch Mores Schüler George Rust. Die Cambridger Platoniker betonten die Vereinbarkeit von Vernunft und Religion und waren in konfessionellen Fragen liberal. Daher erregten sie in streng dogmatisch denkenden Kreisen Ärgernis. In den heftigen, auch politisch und militärisch ausgetragenen religiösen Konflikten seiner Epoche ergriff More nicht offen Partei, obwohl er überzeugter Anglikaner und Gegner des Calvinismus war und seine Sympathie auf der Seite der Royalisten lag. 
Nach einem friedlichen, relativ ereignisarmen Leben starb er am 1. September 1687 und wurde in der Kapelle von Christ’s College beigesetzt, wo sein Grab noch heute zu sehen ist.

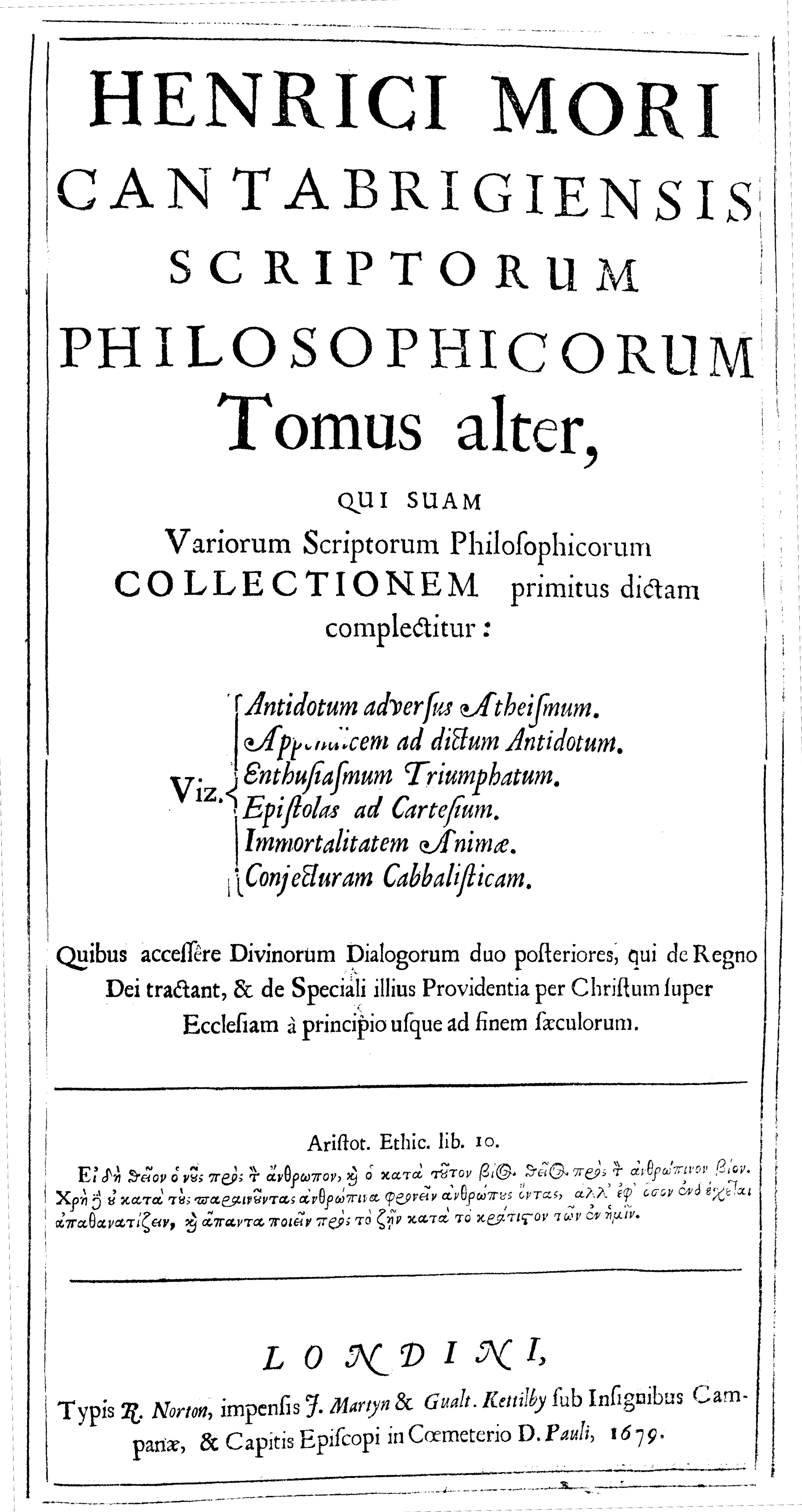
Das Titelblatt des zweiten Bandes der 1679 in London veröffentlichten Ausgabe von Mores philosophischen Werken

## Werke und Lehre
More hat ein umfangreiches philosophisches, theologisches und dichterisches Werk hinterlassen, das teils in englischer, teils in lateinischer Sprache verfasst ist. Mit den lateinischen Schriften sowie lateinischen Übersetzungen der ursprünglich englisch veröffentlichten Werke wendet er sich an ein internationales gelehrtes Publikum. Sein Hauptanliegen ist die Darlegung und Begründung seines christlichen Platonismus, insbesondere der Lehre von der Unsterblichkeit der Seele, und die (oft polemische) Verteidigung seiner Überzeugungen gegen die Befürworter mechanistischer, materialistischer und atheistischer Weltanschauungen.

### Frühe philosophische Gedichte
1640 entsteht sein erstes Werk, das umfangreiche Gedicht Psychozoia, or The Life of the Soul, in dem er seine neuplatonische Seelenlehre darlegt, wobei er auch persönliche spirituelle Erfahrung verarbeitet. Zusammen mit drei weiteren Gedichten, die ebenfalls vom Wesen der Seele handeln, veröffentlicht er es 1642 unter dem Titel Psychodia Platonica, or a Platonicall Song of the Soul; eine zweite, erweiterte Auflage der Gedichtsammlung erscheint 1647 unter dem Titel Philosophicall poems. In seiner philosophischen Dichtung geht More besonders auf die Unsterblichkeit ein, die er konsequent als eine individuelle auffasst. Für ihn ist das Hauptmerkmal der Seele ihre einheitliche, unteilbare und unzerstörbare Individualität; den Gedanken einer Auflösung der individuellen Existenz durch Aufgehen in etwas Größerem, Allgemeinerem lehnt er ab. Von der Präexistenz der Seele vor der Entstehung des Körpers ist er überzeugt. Die Psychodia Platonica ist erheblich von der Theologia Platonica Marsilio Ficinos beeinflusst.

### Auseinandersetzung mit dem Cartesianismus
Ab den späten vierziger Jahren setzt sich More intensiv mit dem Cartesianismus (der Philosophie von René Descartes) auseinander. Zunächst begrüßt er den neuen Ansatz, da ihm Descartes’ dualistische Trennung von materieller und immaterieller Realität gefällt. 1648–49 führt er einen Briefwechsel mit Descartes, in dem er auch auf seine Meinungsverschiedenheiten mit dem französischen Denker eingeht. Im Unterschied zu Descartes beschränkt er die Eigenschaft der räumlichen Ausdehnung nicht auf die Materie, sondern weist sie auch dem Geist zu, den er als eine eigene Dimension auffasst. Den Raum betrachtet er als absolut, homogen, immateriell und unendlich; indem er ihm als göttlich geltende Eigenschaften zuschreibt, rückt er ihn in die Nähe der Gottheit. Das ganze Universum ist für ihn von Gott erfüllt; insofern kommt auch Gott Ausdehnung zu. Er akzeptiert auch nicht Descartes’ Ansicht, dass die Tiere seelenlose Maschinen seien. Erst um 1665 wendet er sich klar vom Cartesianismus ab, vor allem da ihm missfällt, dass auf dem Boden des cartesianischen Denkens auch atheistische Systeme entstehen.
1671 erläutert er in seinem Enchiridion metaphysicum („Handbuch der Metaphysik“) seinen antimechanistischen Standpunkt und seine inzwischen radikal gewordene Abwendung vom Cartesianismus.

### Abgrenzung von der Schwärmerei
1650 gerät More in einen Konflikt mit einem anderen, mehr an Magie und Theurgie interessierten Platoniker, Thomas Vaughan, dem er eine Verdrehung des Platonismus vorwirft. Er greift Vaughan in einer Abhandlung an, die eine Kontroverse auslöst. Als Anhänger eines rationalistisch orientierten Platonismus bekämpft More die Neigung zu „Phantasterei und Enthusiasmus“, die er dem Gegner unterstellt. 1656 veröffentlicht er seine einschlägigen Schriften in einem Band mit dem Titel Enthusiasmus triumphatus. Sein Kampf gegen „Enthusiasmus“ (Schwärmerei) richtet sich auch gegen christliche Bewegungen wie die Familisten und das Quäkertum, da er meint, in deren Einstellung äußere sich eine Missachtung der Vernunft, die letztlich zum Atheismus führe. Andererseits berichtet More aber auch mit Begeisterung von eigenen intensiven spirituellen Erfahrungen und bemüht sich um Ausgewogenheit in seinem Urteil über die Quäker. Zum suspekten Bereich der Schwärmerei zählt er auch Ideen Jakob Böhmes, dem er in seiner Schrift Philosophiae Teutonicae Censura (1670) Irrationalismus vorwirft; andererseits verteidigt er Böhme gegen Angriffe von dessen kirchlichen Gegnern.   

### Kampf gegen den Dogmatismus
An einer anderen Front muss sich More wegen seiner Forderung nach rationaler Nachvollziehbarkeit der Glaubensinhalte und seiner Ablehnung des religiösen Dogmatismus gegen den Vorwurf der Häresie zur Wehr setzen. Die Meinung, dass innerhalb des Christentums ein breites Spektrum religiöser Ansichten hinzunehmen sei und dass diesbezüglich Gewissensfreiheit herrschen solle, teilt er mit den anderen Cambridger Platonikern. Sie werden daher von ihren streng konfessionell orientierten Gegnern als Latitude men („Latitudinarier“, Befürworter der Breite) verspottet. More erläutert seinen Standpunkt in der Abhandlung An Explanation of the Grand Mystery of Godliness (1660) und in seiner Verteidigungsschrift The Apology of Dr. Henry More (1664). Darauf antwortet Joseph Beaumont, der Master des Peterhouse der Cambridger Universität, 1665 in einer Gegenschrift.
Mores Ablehnung aller Formen von Dogmatismus äußert sich auch in seinen Streitschriften gegen den Katholizismus (A Modest Enquiry into the Mystery of Iniquity, 1664; An Antidote against Idolatry, 1672–1673). Er hält den Katholizismus für abergläubisch, intolerant und – wegen der Heiligen- und Reliquienverehrung – für götzendienerisch.
Seine Alternative zu dogmatischen Weltanschauungen präsentiert More in seinen 1668 erschienenen Divine Dialogues. Es handelt sich um fünf Dialoge über unterschiedliche, vorwiegend theologische Fragen. Darin versucht er, seine religiöse Gesamtdeutung der Wirklichkeit als stimmig zu erweisen. Die Divine Dialogues sind für ein breiteres philosophisch interessiertes Publikum bestimmt.

### Kampf gegen den Atheismus
Mores philosophischer Hauptgegner ist Thomas Hobbes. Gegen Hobbes argumentiert er ausführlich in seiner 1659 erschienenen Abhandlung The Immortality of the Soul, welche die umfassendste Darlegung seines philosophischen Systems enthält. Vor allem wendet er sich gegen Hobbes’ Determinismus und gegen die Leugnung der Existenz unkörperlicher Substanzen. Seine radikale Gegenposition zu Hobbes’ Auffassung, nach der es eine immaterielle Substanz nicht geben kann, da der Substanzbegriff Körperlichkeit voraussetzen müsse, ist die Annahme eines „Geistes der Natur“ (Spirit of Nature). Darunter versteht er eine zwischen Gott und der Materie vermittelnde unkörperliche und nicht mit Bewusstsein ausgestattete, aber räumlich ausgedehnte Zwischeninstanz. Er geht davon aus, dass der Geist der Natur die gesamte Materie durchdringt und sie im Sinne der göttlichen Vorsehung ordnet.
Seine Kritik an Spinoza, den er für einen Atheisten hält, äußert More 1677 in der Epistola altera ad V.C.  (gegen Spinozas Tractatus theologico-politicus) und 1678 in der Demonstrationis duarum propositionum ... confutatio (gegen Spinozas Ethik).

### Ethik
1668 legt More im Enchiridion ethicum („Handbuch der Ethik“) seine Ethik dar. In dieser Schrift untersucht er das Verhältnis von Glückseligkeit und Tugend. Die Tugenden teilt er in primäre und sekundäre auf. In den Leidenschaften sieht er Naturgegebenheiten, die als solche aus seiner Sicht göttlichen Ursprungs und daher gut sein müssen; das Naturgesetz kann dem Willen Gottes nicht widersprechen. Da die Leidenschaften somit denselben göttlichen Ursprung haben wie die Vernunft, können sie nicht ihrem Wesen nach im Widerspruch zu ihr stehen. Das Gute beschreibt More als etwas Angenehmes und Gefälliges, das mit dem menschlichen Bewusstsein harmonisiert. Diese Beschreibung ist jedoch nicht im Sinne einer Definition gemeint, da er nicht alles Angenehme und Gefällige für gut hält. Die grundlegenden ethischen Prinzipien betrachtet er als nicht ableitbar; nach seiner Überzeugung sind sie dem Menschen angeboren und mathematischen Axiomen vergleichbar.

### Präexistenz der Seele
In seinen späten Jahren befasst sich More erneut mit der Präexistenz der Seele, die von Anfang an zu seinen philosophischen Überzeugungen gezählt hat. Die unterschiedlichen Schicksale der Menschen führt er auf unterschiedliche Dispositionen der präexistenten (schon vor der Entstehung der Körper existierenden) Seelen zurück. Je nach den teils üblen Neigungen, die sie schon vorher zeigten, erhalten die Seelen unterschiedliche Körper und damit verschiedenartige Daseinsbedingungen und Schicksale. Mit diesem Konzept will More das Problem der Theodizee lösen und seine Annahme einer gerechten und wohlwollenden göttlichen Weltlenkung begründen.

## Textausgaben und Übersetzungen
Gesamtausgabe
- Henry More: Opera omnia. Band 1 (Opera theologica), Band 2 (Opera philosophica, 2 Teilbände), Olms, Hildesheim 1966 (Nachdruck der Ausgabe London 1674–1679; unvollständig)

Teilsammlung
- Flora Isabel Mackinnon (Hrsg.): Philosophical Writings of Henry More. Kessinger, Belle Fourche 2007, ISBN 978-1-4325-8847-2 (Nachdruck der Erstausgabe New York 1925)

Einzelne philosophische Schriften
- Alexander Jacob (Hrsg.): Henry More. The Immortality of the Soul. Nijhoff, Dordrecht 1987, ISBN 90-247-3512-2
- Alexander Jacob (Hrsg.): Henry More’s Refutation of Spinoza. Olms, Hildesheim 1991, ISBN 3-48709498-3 (Mores Confutatio, lateinischer Text nach der Gesamtausgabe und englische Übersetzung des Herausgebers)
- Henry More: Enchiridion ethicum. The English Translation of 1690, übers. Edward Southwell, Facsimile Text Society, New York 1930 (Nachdruck der Ausgabe London 1690 einer englischen Übersetzung des lateinischen Enchiridion ethicum)

Gedichte
- Alexander Balloch Grosart (Hrsg.): The Complete Poems of Henry More (1614–1687). Olms, Hildesheim 1969 (Nachdruck der Ausgabe Blackburn 1878)

Briefe
- Marjorie Hope Nicolson und Sarah Hutton (Hrsg.): The Conway Letters. The Correspondence of Anne, Viscountess Conway, Henry More, and their Friends 1642–1684. 2. Auflage, Clarendon Press, Oxford 1992, ISBN 0-19-824876-8

## Quelle
- Richard Ward: The Life of Henry More. Parts 1 and 2, hrsg. Sarah Hutton u. a., Kluwer, Dordrecht 2000, ISBN 0-7923-6097-4